# نيد دونوفان
فارس نيد دونوفان هو صحفي بريطاني. نيد هو حفيد الروائي البريطاني الشهير روالد دال، وابن الروائية شانتال صوفيا "تيسا دال"، التي هي ابنة روالد والممثلة الأمريكية باتريسيا نيل. نيد دونوفان متزوج من الأميرة الأردنية راية بنت الحسين.